# 니켈로디언 키즈 초이스 어워드
니켈로디언 키즈 초이스 어워드(영어: Nickelodeon Kids' Choice Awards)는 매년 니켈로디언에서 여는 시상식이다. 한국에서는 과거 니켈로디언에서 니켈로디언 키즈 초이스 어워드 자막판으로 방영했지만, 현재 방영 중단한 상태다.

## 진행자
1987년에는 진행자가 없었다.
| 연도 | 진행자                                                      |
| ---- | ----------------------------------------------------------- |
| 1988 | 토니 댄자 데비 깁슨 브라이언 로빈스 댄 슈나이더             |
| 1989 | 니콜 에거트 윌 휘턴                                         |
| 1990 | 데이브 쿨리어 캔디스 캐머런 데이비드 파우스티노             |
| 1991 | 코린 네멕                                                   |
| 1992 | 폴라 압둘                                                   |
| 1993 | 브라이언 오스틴 그린 홀리 로빈슨 토리 스펠링                |
| 1994 | 조이 로런스 캔디스 캐머런 마크 웨이너                       |
| 1995 | 휘트니 휴스턴 릭 애덤스                                     |
| 1996 | 휘트니 휴스턴 로지 오도널                                   |
| 1997 | 로지 오도널                                                 |
| 1998 | 로지 오도널                                                 |
| 1999 | 로지 오도널                                                 |
| 2000 | 로지 오도널 데이비드 아켓 LL Cool J 맨디 무어 프랭키 무니즈 |
| 2001 | 로지 오도널                                                 |
| 2002 | 로지 오도널                                                 |
| 2003 | 로지 오도널                                                 |
| 2004 | 캐머런 디애즈 마이크 마이어스                               |
| 2005 | 벤 스틸러                                                   |
| 2006 | 잭 블랙                                                     |
| 2007 | 저스틴 팀버레이크                                           |
| 2008 | 잭 블랙                                                     |
| 2009 | 드웨인 존슨                                                 |
| 2010 | 케빈 제임스                                                 |
| 2011 | 잭 블랙                                                     |
| 2012 | 윌 스미스                                                   |
| 2013 | 조시 더멜                                                   |
| 2014 | 마크 월버그                                                 |
| 2015 | 닉 조너스                                                   |
| 2016 | 블레이크 셸턴                                               |
| 2017 | 존 시나                                                     |
| 2018 | 존 시나                                                     |
| 2019 | DJ 칼리드                                                   |

## 시상 부문
| Favorite Movie (좋아하는 영화 상)                                          | 예     | 예     | 예     | 예     | 아니요 | 아니요 | 아니요 | 예     | 예     | 예     | 예     | 예     | 예     | 예     | 예     | 예     | 예     | 예     | 예     | 예     | 예     | 예     | 예     | 예     |
| Favorite Movie Actor (좋아하는 영화 남자 배우 상)                          | 예     | 예     | 예     | 예     | 아니요 | 예     | 아니요 | 예     | 예     | 예     | 예     | 예     | 예     | 예     | 예     | 예     | 예     | 예     | 예     | 예     | 예     | 예     | 예     | 예     |
| Favorite Movie Actress (좋아하는 영화 여자 배우 상)                        | 예     | 예     | 예     | 예     | 예     | 예     | 아니요 | 예     | 예     | 예     | 예     | 예     | 예     | 예     | 예     | 예     | 예     | 예     | 예     | 예     | 예     | 예     | 예     | 예     |
| Favorite TV Show (좋아하는 TV 프로그램 상)                                 | 예     | 예     | 예     | 예     | 예     | 예     | 예     | 예     | 예     | 예     | 예     | 예     | 예     | 예     | 예     | 예     | 예     | 예     | 예     | 예     | 예     | 예     | 예     | 예     |
| Favorite TV Actor (좋아하는 TV 남자 배우 상)                               | 아니요 | 예     | 예     | 예     | 예     | 예     | 예     | 예     | 예     | 예     | 예     | 예     | 예     | 예     | 예     | 예     | 예     | 예     | 예     | 예     | 예     | 예     | 예     | 예     |
| Favorite TV Actress (좋아하는 TV 여자 배우 상)                             | 아니요 | 예     | 예     | 예     | 예     | 아니요 | 예     | 예     | 예     | 예     | 예     | 예     | 예     | 예     | 예     | 예     | 예     | 예     | 예     | 예     | 예     | 예     | 예     | 예     |
| Favorite Music Group (좋아하는 음악 그룹 상)                               | 아니요 | 아니요 | 아니요 | 아니요 | 아니요 | 아니요 | 아니요 | 아니요 | 아니요 | 예     | 아니요 | 예     | 예     | 예     | 예     | 예     | 예     | 예     | 예     | 예     | 예     | 예     | 예     | 예     |
| Favorite Male Athlete (좋아하는 남자 운동 선수 상)                         | 아니요 | 예     | 아니요 | 예     | 아니요 | 아니요 | 아니요 | 아니요 | 아니요 | 아니요 | 아니요 | 예     | 예     | 아니요 | 아니요 | 예     | 예     | 예     | 예     | 예     | 예     | 예     | 예     | 예     |
| Favorite Female Athlete (좋아하는 여자 운동 선수 상)                       | 아니요 | 예     | 아니요 | 아니요 | 아니요 | 아니요 | 아니요 | 아니요 | 아니요 | 아니요 | 아니요 | 예     | 예     | 아니요 | 아니요 | 예     | 예     | 예     | 예     | 예     | 예     | 예     | 예     | 예     |
| Favorite Video Game (좋아하는 비디오 게임 상)                              | 아니요 | 아니요 | 아니요 | 아니요 | 아니요 | 아니요 | 아니요 | 예     | 예     | 예     | 예     | 예     | 예     | 예     | 예     | 예     | 예     | 예     | 예     | 예     | 예     | 예     | 예     | 예     |
| Favorite Sports Team (좋아하는 스포츠 팀 상)                               | 아니요 | 예     | 아니요 | 아니요 | 아니요 | 예     | 아니요 | 아니요 | 아니요 | 아니요 | 아니요 | 예     | 예     | 아니요 | 예     | 예     | 예     | 아니요 | 아니요 | 아니요 | 아니요 | 아니요 | 아니요 | 아니요 |
| Hall of Fame Award (명예의 전당 상)                                        | 아니요 | 아니요 | 아니요 | 예     | 예     | 예     | 예     | 예     | 예     | 예     | 예     | 예     | 예     | 아니요 | 아니요 | 아니요 | 아니요 | 아니요 | 아니요 | 아니요 | 아니요 | 아니요 | 아니요 | 아니요 |
| Wannabe Award (워너비 상)                                                  | 아니요 | 아니요 | 아니요 | 아니요 | 아니요 | 아니요 | 아니요 | 아니요 | 아니요 | 아니요 | 아니요 | 아니요 | 아니요 | 예     | 예     | 예     | 예     | 예     | 예     | 예     | 예     | 아니요 | 아니요 | 아니요 |
| Big Help/Big Green Help Award (빅 그린 헬프 상)                            | 아니요 | 아니요 | 아니요 | 아니요 | 아니요 | 아니요 | 아니요 | 아니요 | 아니요 | 아니요 | 아니요 | 아니요 | 아니요 | 아니요 | 아니요 | 아니요 | 아니요 | 아니요 | 아니요 | 아니요 | 아니요 | 예     | 예     | 예     |
| Favorite Animal Star (좋아하는 동물 스타 상)                               | 예     | 아니요 | 아니요 | 아니요 | 아니요 | 예     | 예     | 예     | 예     | 예     | 아니요 | 예     | 예     | 아니요 | 아니요 | 예     | 아니요 | 아니요 | 아니요 | 아니요 | 아니요 | 아니요 | 아니요 | 아니요 |
| Cutest Couple (귀여운 커플 상)                                             | 아니요 | 아니요 | 아니요 | 아니요 | 아니요 | 아니요 | 아니요 | 아니요 | 아니요 | 아니요 | 아니요 | 아니요 | 아니요 | 아니요 | 아니요 | 아니요 | 아니요 | 아니요 | 아니요 | 아니요 | 아니요 | 아니요 | 예     | 아니요 |
| Favorite Book (좋아하는 책 상)                                             | 아니요 | 아니요 | 아니요 | 아니요 | 아니요 | 아니요 | 아니요 | 아니요 | 아니요 | 아니요 | 예     | 예     | 예     | 아니요 | 예     | 예     | 예     | 예     | 예     | 예     | 예     | 예     | 예     | 예     |
| Favorite Reality Show (좋아하는 리얼리티 쇼 상)                            | 아니요 | 아니요 | 아니요 | 아니요 | 아니요 | 아니요 | 아니요 | 아니요 | 아니요 | 아니요 | 아니요 | 아니요 | 아니요 | 아니요 | 아니요 | 아니요 | 아니요 | 아니요 | 아니요 | 아니요 | 아니요 | 예     | 예     | 예     |
| Favorite TV Sidekick (좋아하는 TV 사이드 킥 상)                            | 아니요 | 아니요 | 아니요 | 아니요 | 아니요 | 아니요 | 아니요 | 아니요 | 아니요 | 아니요 | 아니요 | 아니요 | 아니요 | 아니요 | 아니요 | 아니요 | 아니요 | 아니요 | 아니요 | 아니요 | 아니요 | 아니요 | 아니요 | 예     |
| Favorite Cartoon (좋아하는 만화 상)                                        | 예     | 예     | 아니요 | 예     | 아니요 | 예     | 예     | 예     | 예     | 예     | 예     | 예     | 예     | 예     | 예     | 예     | 예     | 예     | 예     | 예     | 예     | 예     | 예     | 예     |
| Favorite Animated Movie (좋아하는 애니메이션 영화 상)                      | 아니요 | 아니요 | 아니요 | 아니요 | 아니요 | 아니요 | 아니요 | 아니요 | 아니요 | 아니요 | 아니요 | 아니요 | 아니요 | 아니요 | 아니요 | 아니요 | 아니요 | 예     | 예     | 예     | 예     | 예     | 예     | 예     |
| Favorite Voice from an Animated Movie (좋아하는 애니메이션 영화 목소리 상) | 아니요 | 아니요 | 아니요 | 아니요 | 아니요 | 아니요 | 아니요 | 아니요 | 아니요 | 아니요 | 아니요 | 아니요 | 예     | 예     | 예     | 예     | 예     | 예     | 예     | 예     | 예     | 예     | 예     | 예     |
| Favorite Buttkicker (좋아하는 버트키커 상)                                 | 아니요 | 아니요 | 아니요 | 아니요 | 아니요 | 아니요 | 아니요 | 아니요 | 아니요 | 아니요 | 아니요 | 아니요 | 아니요 | 아니요 | 예     | 예     | 아니요 | 아니요 | 아니요 | 아니요 | 아니요 | 아니요 | 아니요 | 예     |
| Favorite Male Singer (좋아하는 남자 가수 상)                               | 아니요 | 아니요 | 아니요 | 아니요 | 아니요 | 아니요 | 아니요 | 아니요 | 아니요 | 아니요 | 아니요 | 아니요 | 예     | 예     | 예     | 예     | 예     | 예     | 예     | 예     | 예     | 예     | 예     | 예     |
| Favorite Female Singer (좋아하는 여자 가수 상)                             | 아니요 | 아니요 | 아니요 | 아니요 | 아니요 | 아니요 | 아니요 | 아니요 | 아니요 | 아니요 | 아니요 | 아니요 | 예     | 예     | 예     | 예     | 예     | 예     | 예     | 예     | 예     | 예     | 예     | 예     |
| Favorite Song (좋아하는 음악 상)                                           | 예     | 아니요 | 아니요 | 아니요 | 아니요 | 아니요 | 아니요 | 아니요 | 아니요 | 예     | 아니요 | 예     | 예     | 예     | 예     | 예     | 예     | 예     | 예     | 예     | 예     | 예     | 예     | 예     |